# Chicago Bulls

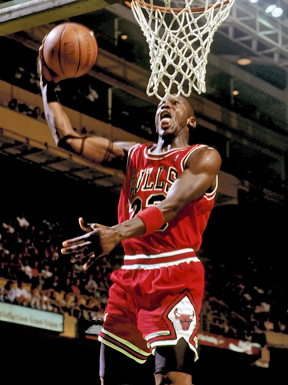
Basketbalová legenda a bývalý hráč Chicago Bulls - Michael Jordan

Chicago Bulls je basketbalový tým hrající severoamerickou ligu National Basketball Association Patří do Centrální divize Východní konference NBA.
Byl založen roku 1966.
Za svou historii dokázali Bulls celkem šestkrát vyhrát play-off své konference, všech šest šancí pak proměnili i ve vítězství v celé NBA:
- Vítězství v NBA: 1991, 1992, 1993, 1996, 1997, 1998

Největší úspěchy tohoto klubu jsou spojeny se jménem Michaela Jordana - jednoho z nejlepších basketbalistů 20. století (podle mnohých odborníků dokonce vůbec nejlepšího).

## Statistika týmu v NBA
| Sezóna        | Výhry | Prohry | %    | Účast v play-off                                                | Výsledky v play-off                                                                   |
| ------------- | ----- | ------ | ---- | --------------------------------------------------------------- | ------------------------------------------------------------------------------------- |
| Chicago Bulls |       |        |      |                                                                 |                                                                                       |
| 1966-67       | 33    | 48     | 40,7 | Divizní semifinále                                              | 0:3 St. Louis Hawks                                                                   |
| 1967-68       | 29    | 53     | 35,4 | Divizní semifinále                                              | 1:4 Los Angeles                                                                       |
| 1968-69       | 33    | 49     | 40,2 |                                                                 |                                                                                       |
| 1969-70       | 39    | 43     | 47,6 | Divizní semifinále                                              | 0:4 Atlanta Hawks                                                                     |
| 1970-71       | 51    | 31     | 62,2 | Konferenční semifinále                                          | 3:4 Los Angeles Lakers                                                                |
| 1971-72       | 57    | 25     | 69,5 | Konferenční semifinále                                          | 0:4 Los Angeles Lakers                                                                |
| 1972-73       | 51    | 31     | 62,2 | Konferenční semifinále                                          | 3:4 Los Angeles Lakers                                                                |
| 1973-74       | 54    | 28     | 65,9 | Konferenční semifinále Konferenční finále                       | 4:3 Detroit Pistons 0:4 Milwaukee Bucks                                               |
| 1974-75       | 47    | 35     | 57,3 | Konferenční semifinále Konferenční finále                       | 4:2 Kansas City Kings 3:4 Golden State Warriors                                       |
| 1975-76       | 24    | 58     | 29,3 |                                                                 |                                                                                       |
| 1976-77       | 44    | 38     | 53,7 | První kolo                                                      | 1:2 Portland Trail Blazers                                                            |
| 1977-78       | 40    | 42     | 48,8 |                                                                 |                                                                                       |
| 1978-79       | 31    | 51     | 37,8 |                                                                 |                                                                                       |
| 1979-80       | 30    | 52     | 36,6 |                                                                 |                                                                                       |
| 1980-81       | 45    | 37     | 54,9 | První kolo Konferenční semifinále                               | 2:0 New York Knicks 0:4 Boston Celtics                                                |
| 1981-82       | 34    | 48     | 41,5 |                                                                 |                                                                                       |
| 1982-83       | 28    | 54     | 34,1 |                                                                 |                                                                                       |
| 1983-84       | 27    | 55     | 32,9 |                                                                 |                                                                                       |
| 1984-85       | 38    | 44     | 46,3 | První kolo                                                      | 1:3 Milwaukee Bucks                                                                   |
| 1985-86       | 30    | 52     | 36,6 | První kolo                                                      | 0:3 Boston Celtics                                                                    |
| 1986-87       | 40    | 42     | 48,8 | První kolo                                                      | 0:3 Boston Celtics                                                                    |
| 1987-88       | 50    | 32     | 61,0 | První kolo Konferenční semifinále                               | 3:2 Cleveland Cavaliers 1:4 Detroit Pistons                                           |
| 1988-89       | 47    | 35     | 57,3 | První kolo Konferenční semifinále Konferenční finále            | 3:2 Cleveland Cavaliers 4:2 New York Knicks 2:4 Detroit Pistons                       |
| 1989-90       | 55    | 27     | 67,1 | První kolo Konferenční semifinále Konferenční finále            | 3:1 Milwaukee Bucks 4:1 Philadelphia 76ers 3:4 Detroit Pistons                        |
| 1990-91       | 61    | 21     | 74,4 | První kolo Konferenční semifinále Konferenční finále Finále NBA | 3:0 New York Knicks 4:1 Philadelphia 76ers 4:0 Detroit Pistons 4:1 Los Angeles Lakers |
| 1991-92       | 67    | 15     | 81,7 | První kolo Konferenční semifinále Konferenční finále Finále NBA | 3:0 Miami Heat 4:3 New York Knicks 4:2 Cleveland Cavaliers 4:2 Portland Trail Blazers |
| 1992-93       | 57    | 25     | 69,5 | První kolo Konferenční semifinále Konferenční finále Finále NBA | 3:0 Atlanta Hawks 4:0 Cleveland Cavaliers 4:2 New York Knicks 4:2 Phoenix Suns        |
| 1993-94       | 55    | 27     | 67,1 | První kolo Konferenční semifinále                               | 3:0 Cleveland Cavaliers 3:4 New York Knicks                                           |
| 1994-95       | 47    | 35     | 57,3 | První kolo Konferenční semifinále                               | 3:1 Charlotte Hornets 2:4 Orlando Magic                                               |
| 1995-96       | 72    | 10     | 87,8 | První kolo Konferenční semifinále Konferenční finále Finále NBA | 3:0 Miami Heat 4:1 New York Knicks 4:0 Orlando Magic 4:2 Seattle SuperSonics          |
| 1996-97       | 69    | 13     | 84,1 | První kolo Konferenční semifinále Konferenční finále Finále NBA | 3:0 Washington Wizards 4:1 Atlanta Hawks 4:1 Miami Heat 4:2 Utah Jazz                 |
| 1997-98       | 62    | 20     | 75,6 | První kolo Konferenční semifinále Konferenční finále Finále NBA | 3:0 New Jersey Nets 4:1 Charlotte Hornets 4:3 Indiana Pacers 4:2 Utah Jazz            |
| 1998-99       | 13    | 37     | 26,0 |                                                                 |                                                                                       |
| 1999-2000     | 17    | 65     | 20,7 |                                                                 |                                                                                       |
| 2000-01       | 15    | 67     | 18,3 |                                                                 |                                                                                       |
| 2001-02       | 21    | 61     | 25,6 |                                                                 |                                                                                       |
| 2002-03       | 30    | 52     | 36,6 |                                                                 |                                                                                       |
| 2003-04       | 23    | 59     | 28,0 |                                                                 |                                                                                       |
| 2004-05       | 47    | 35     | 57,3 | První kolo                                                      | 2:4 Washington Wizards                                                                |
| 2005-06       | 41    | 41     | 50,0 | První kolo                                                      | 2:4 Miami Heat                                                                        |
| 2006-07       | 49    | 33     | 59,8 | První kolo Konferenční semifinále                               | 4:0 Miami Heat 2:4 Detroit Pistons                                                    |
| 2007-08       | 33    | 49     | 40,2 |                                                                 |                                                                                       |
| 2008-09       | 41    | 41     | 50,0 | První kolo                                                      | 3:4 Boston Celtics                                                                    |
| 2009-10       | 41    | 41     | 50,0 | První kolo                                                      | 1:4 Cleveland Cavaliers                                                               |
| 2010-11       | 62    | 20     | 75,6 | První kolo Konferenční semifinále Konferenční finále            | 4:1 Indiana Pacers 4:2 Atlanta Hawks 1:4 Miami Heat                                   |
| 2011-12       | 50    | 16     | 75,8 | První kolo                                                      | 2:4 Philadelphia 76ers                                                                |
| 2012-13       | 45    | 37     | 54,9 | První kolo Konferenční semifinále                               | 4:3 Brooklyn Nets 1:4 Miami Heat                                                      |
| 2013-14       | 48    | 34     | 58,5 | První kolo                                                      | 1:4 Washington Wizards                                                                |
| 2014-15       | 50    | 32     | 60,1 | První kolo Konferenční semifinále                               | 4:2 Milwaukee Bucks 2:4 Cleveland Cavaliers                                           |
| 2015-16       | 42    | 40     | 51,2 |                                                                 |                                                                                       |
| Celkem        | 2115  | 1936   | 52,2 |                                                                 |                                                                                       |
| Play-off      | 178   | 148    | 54,6 | 6 vítězství                                                     | 6 vítězství                                                                           |